# Goceano
Goceà (Goceano en italià) és una regió històrica de Sardenya nord-occidental que aplega municipis de la província de Sàsser. Limita amb les subregions sardes de Montacuto al nord, Barbagia di Nuoro i Marghine al sud, i la de Meilogu a l'oest. Té aproximadament 480 km² i 13.000 habitants. Inclou el tram de la conca alta del riu Tirso davant el qual hi ha la muntanya que porta el nom, amb les alçàries del Monte Rasu (1259 m) i Punta Masiennera (1157 m). Els principals recursos econòmics de la població són els cereals a la vall, el pasturatge i l'explotació forestal.